# Osobowość nekrofilityczna
Osobowość nekrofilityczna – w filozofii E. Fromma, osobowość charakteryzująca się specyficzną zdolnością do stosowania wobec innych przemocy, do traktowania życia w sposób przedmiotowy, „do przekształcania wszystkiego co organiczne w zwłoki”. Nekrofil, w tym ujęciu, jest osobą kochającą destrukcję, wierzącą w słuszność przemocy, życie do niczego go nie stymuluje, „sprężyną” jego działania jest strach i rutyna, mechaniczny porządek relacji międzyludzkich. Nekrofila kształtuje współczesna cywilizacja – powstał nowy typ człowieka „homo consumens”, „homo mechanicus”.